# Calliandra iligna
Calliandra iligna är en ärtväxtart som beskrevs av Rupert Charles Barneby. Calliandra iligna ingår i släktet Calliandra och familjen ärtväxter. Inga underarter finns listade i Catalogue of Life.